# Familia (Camila Cabello)
| Recensione           | Giudizio |
| -------------------- | -------- |
| All Music            |          |
| Entertainment Weekly | B        |
| The Guardian         |          |
| The Independent      |          |
| NME                  |          |
| Rolling Stone        |          |
| The Arts Desk        |          |
| Pitchfork            | 7.3/10   |

Familia è il terzo album in studio della cantante messicana-statunitense Camila Cabello, pubblicato l'8 aprile 2022 su etichetta discografica Epic Records.

## Pubblicazione
Il 16 luglio 2021, Camila Cabello ha annunciato tramite i suoi profili sui social media che il singolo apripista, Don't Go Yet, sarebbe uscito il 23 luglio successivo, accompagnato dal rispettivo video musicale. Il giorno di uscita del singolo, ha confermato il titolo dell'album su Twitter.
Il 21 febbraio 2022, Cabello ha annunciato il secondo singolo estratto dall'album, Bam Bam, con il featuring di Ed Sheeran, pubblicato il 4 marzo successivo con il video musicale. Il 3 marzo, in occasione del suo compleanno, ha confermato che l'album sarebbe uscito l'8 aprile successivo. Il 31 marzo, la cantante conferma la lista delle tracce che compongono l'album. L'8 aprile, con l'uscita dell'album, viene diffuso il videoclip del terzo singolo estratto dall'album, Psychofreak con Willow. L'album è stato reso disponibile su CD, su musicassetta, e sulle piattaforme digitali e di streaming a partire dall'8 aprile 2022. Un disco in vinile (di cui un'edizione in tiratura limitata con vinile colorato) uscirà il 12 luglio 2022.

## Promozione
Il 23 luglio 2021, la cantante si è esibita con il singolo Don't Go Yet al The Tonight Show condotto da Jimmy Fallon. Seguono altre esibizioni del singolo: il 7 settembre, Cabello esegue la canzone al BBC Radio Lounge, il 12 settembre si esibisce agli MTV Video Music Awards 2021, il 23 settembre ai Billboard Latin Music Awards 2021. Il 15 ottobre, si esibisce in occasione del NPR's Tiny Desk e tra le canzoni sono incluse Don't Go Yet e La buena vida, che viene presentata in anteprima. Il 4 marzo 2022, Cabello esegue Bam Bam al The Late Late Show with James Corden. Il 29 marzo, la cantante esegue la canzone in compagnia di Ed Sheeran, in occasione del concerto benefico Concert for Ukraine, tenutosi a Birmingham.
L'8 aprile, oltre al rilascio del disco, viene pubblicato il terzo singolo Psychofreak in collaborazione con Willow nelle radio di tutto il Mondo, compreso il video musicale online. Il giorno dopo, la cantante si esibisce con Bam Bam e con Psychofreak insieme a Willow al Saturday Night Live.
Inoltre, la cantante ha tenuto un concerto virtuale dal titolo Familia: Welcome to the Family, che è stato trasmesso in esclusiva sul social network TikTok il 7 aprile 2022, durante il quale sono state eseguite alcune tracce dell'album per la prima volta e prima della pubblicazione commerciale.
Il 15 aprile 2022 Hasta los dientes con María Becerra viene inviata alle radio italiane come quarto singolo estratto dall'album, ma venne poi ufficializzato in tutto il mondo il 13 maggio 2022, con la pubblicazione del video musicale del brano.

## Tracce
1. Familia – 0:18 (Mike Cordone)
2. Celia – 2:33 (Camila Cabello, Eric Frederic, Jose Castillo, Edgar Barrera, Carolina Bern)
3. Psychofreak (feat. Willow) – 3:21 (Camila Cabello, Willow Smith, Tom Peyton, Frederic, Scott Harris)
4. Bam Bam (feat. Ed Sheeran) – 3:26 (Camila Cabello, Ed Sheeran, Scott Harris, Eric Frederic, Edgar Barrera, Cheche Alara)
5. La buena vida – 3:17 (Camila Cabello, Eric Frederic, Edgar Barrera, Cheche Alara)
6. Quiet – 2:43 (Camila Cabello, Scott Harris, Eric Frederic)
7. Boys Don't Cry – 3:43 (Camila Cabello, Jonah Shy, Scott Harris, Eric Frederic)
8. Hasta los dientes (feat. María Becerra) – 3:08 (Camila Cabello, María Becerra, Edgar Barrera, Eric Frederic, Daniel Real)
9. No Doubt – 3:11 (Camila Cabello, Eric Frederic, Mike Sabath, Scott Harris)
10. Don't Go Yet – 2:45 (Camila Cabello, Eric Frederic, Mike Sabath, Scott Harris)
11. Lola (feat. Yotuel) – 3:05 (Camila Cabello, Yotuel Romero, Scott Harris, Mike Sabath)
12. Everyone at This Party – 2:49 (Camila Cabello, Scott Harris, Eric Frederic)

Note
- I titoli dei brani 3 e 12 sono resi graficamente in minuscolo.

## Classifiche

### Classifiche settimanali
| Classifica (2022) | Posizione massima |
| ----------------- | ----------------- |
| Australia         | 27                |
| Austria           | 22                |
| Belgio (Fiandre)  | 21                |
| Belgio (Vallonia) | 23                |
| Canada            | 6                 |
| Danimarca         | 21                |
| Finlandia         | 17                |
| Francia           | 43                |
| Germania          | 27                |
| Grecia            | 46                |
| Irlanda           | 36                |
| Italia            | 19                |
| Lituania          | 17                |
| Norvegia          | 7                 |
| Nuova Zelanda     | 26                |
| Paesi Bassi       | 9                 |
| Polonia           | 25                |
| Portogallo        | 8                 |
| Regno Unito       | 9                 |
| Repubblica Ceca   | 78                |
| Slovacchia        | 60                |
| Spagna            | 4                 |
| Stati Uniti       | 10                |
| Svezia            | 19                |
| Svizzera          | 13                |

### Classifiche di fine anno
| Classifica (2022) | Posizione |
| ----------------- | --------- |
| Francia           | 156       |
| Lituania          | 96        |